# Culicoides zhogolevi
Culicoides zhogolevi är en tvåvingeart som beskrevs av Remm och Zhogolev 1968. Culicoides zhogolevi ingår i släktet Culicoides och familjen svidknott. Inga underarter finns listade i Catalogue of Life.